# Cneorella medvedevi
Cneorella medvedevi es un coleóptero de la familia Chrysomelidae.
Fue descrita científicamente en 2005 por Bezdek.